# Christian Awart
Christian Awart (* 28. September 1933; † 9. Februar 2009; vollständiger Name: Christian Richard Hans Awart) war ein österreichischer Tischtennis-Nationalspieler, der in den 1950er Jahren zu den besten Spielern Österreichs gehörte.

## Werdegang
Christian Awart gewann viermal einen Titel bei den nationalen österreichischen Meisterschaften, nämlich 1953 im Einzel sowie von 1953 bis 1955 dreimal in Folge im Doppel mit Wolfgang Stoiber. Von 1951 bis 1955 nahm er an vier Weltmeisterschaften teil, kam dabei jedoch nie in die Nähe von Medaillenrängen.
Awart spielte in den Vereinen Union Landhaus, Union Edlitz-Thomasberg (um 1975), ASKÖ Grimmenstein (um 1977 bis 1985) und TT Casino Baden AC (seit 1985).
Er wurde am Meidlinger Friedhof bestattet.

## Turnierergebnisse
| Verband | Veranstaltung     | Jahr | Ort      | Land | Einzel     | Doppel       | Mixed        | Team |
| ------- | ----------------- | ---- | -------- | ---- | ---------- | ------------ | ------------ | ---- |
| AUT     | Weltmeisterschaft | 1955 | Utrecht  | NED  | letzte 256 | letzte 128   | Scratched    | 14?  |
| AUT     | Weltmeisterschaft | 1954 | Wembley  | ENG  | letzte 128 | letzte 64    | keine Teiln. | 13   |
| AUT     | Weltmeisterschaft | 1953 | Bukarest | ROU  | letzte 128 | letzte 64    | keine Teiln. |      |
| AUT     | Weltmeisterschaft | 1951 | Wien     | AUT  | Qual       | keine Teiln. | keine Teiln. |      |